# Peegie
Peegie is de (fictieve) hoofdpersoon in de boeken van Willem Denys. Peegie ontstond in de fantasie op de Nieuwmarkt in Roeselare, België. Deze verhalen werden van generatie op generatie doorgegeven.
Achiel Denys, de vader van Willem, schreef veel van deze verhalen in zijn "calpinske" en vertelde ze op veel plaatsen, onder andere aan Roeselare-vluchtelingen die de stad moesten verlaten en onderdak moesten zoeken na het Offensief van 1918. Willem Denys werkte deze verhalen verder uit.

## Peegie en de Nieuwmarters
Peegie woonde op de Nieuwmarkt in Roeselare. De Nieuwmarters wonen vlak bij de Sint-Michielskerk, in het westen van de stad. Lange tijd leefden zij op een heel aparte manier. Ze kenden elkaar heel goed en als ze wisten wie Tarzan en Tanite en Sissen zijn, was dat genoeg. Voor de rest had niemand er zaken mee, zeker niet de politiecommissaris of de inspecteur.
Nieuwmarkters waren bereisd en erg onafhankelijk. Ze kenden en eerden hun voorouders. Dit kon je zien aan de prachtige grafstenen op het Oud Kerkhof, die de mensen al vele jaren poetsten en opblonken.
De vrouwen zorgden ervoor dat hun huizen proper waren. De mannen waren stoer naar buiten maar ze aanvaardden en ondergingen de wil van hun vrouwen. De mannen doorkruisten al jaren het hele land en reisden zelfs tot in het verre Lourdes. Het waren sluwe maar eerlijke verkopers. Peegie verkocht schoensmeer, huishoudgerief en textiel.
Als ze weer thuisgekwamen voor kermis Roeselare was het een groot feest! In De Beurs, een danszaal, ontmoetten de Antnetjies de Peegies. En zodra er een bruiloft aankwam, was het een groot feest. De schoenwinkels, de naaisters en de traiteurs wisten dat alleen het beste en het mooiste goed genoeg was. Ze versierden de kerk met een bed van bloemen, met baldakijnen en rode lopers. Het mocht al kosten wat het wil, want zoals de Nieuwmarkters vierden kon niemand het. "De decaan moet leven," zegden ze.

## Standbeeld
Sinds 1982 staat er een standbeeld van Peegie op de Botermarkt in Roeselare. Het werd in 1976 gemaakt door Jef Claerhout in opdracht van Gilbert Bonte, een van de organisatoren van Scoutsival. Het stond eerst in zijn tuin, en dan op de binnenkoer van het stadhuis.

## Boeken
- Peegie in zyn oapejoaren (In zijn apejaren), Willem Denys.
- Peegie, zyn triem deur 't leevn (Zijn triem door 't leven), Willem Denys.